# Тежък остър респираторен синдром
Тежкият остър респираторен синдром (на английски: Severe acute respiratory syndrome), съкратено ТОРС (SARS), е вирусно дихателно заболяване със зоонотичен произход, което се причинява от ТОРС коронавируса (SARS-CoV).
Между ноември 2002 г. и юли 2003 г. избухва епидемия от тежък остър респираторен синдром в южните части на Китай, която води до заразяването на 8098 души, от които 775 души в 17 държави умират (9,6% леталност), като повечето случаи са в Китай и Хонконг. В края на 2017 г. китайските учени проследяват вируса чрез цивети до пещерните Подковоносови прилепи, живеещи в провинция Юнан. Няма докладвани случаи на SARS по света след 2004 г. Все пак, сродният вирус SARS-CoV-2 става причината за глобалната пандемия от коронавирус през 2019 – 2020 г.

## Симптоми
Първоначални симптоми са подобни на тези на грипа – температура, болки в мускулите, отпадналост, кашлица, възпалено гърло и други. Единственият отличителен симптом е температура над 38 °C. SARS може да доведе до недостиг на въздух и да прерасне в пневмония, била тя директно вирусна или вторична бактериална.
Средният инкубационен период на SARS е от 4 до 6 дни, макар в редки случаи може да е до 1 ден или до 14 дни.

## Предаване
Основният начин на предаване на инфекцията е досег на лигавица с капчици преносители във въздуха. И докато диарията често съпътства заболяването, ролята ѝ в предаването на заразата е малка.

## Превенция
За SARS няма ваксина. Клиничната изолация и карантината са най-ефективните мерки за предотвратяване на разпространението на инфекцията. Други превантивни мерки включват:
- Миене на ръцете;
- Дезинфекция на повърхности;
- Избягване на контакт с телесни течности;
- Миене на личните вещи на болен от SARS с гореща сапунена вода;
- Себеизолиране за възможно най-дълго време.

Създадени са множество публични здравни интервенции. На летищата е въведен скрининг процес за наблюдение на въздушните пътувания до и от засегнатите страни.
SARS е най-заразен при тежко болните пациенти, което обикновено настъпва през втората седмица от болестта. Този забавен инфекциозен период означава, че карантината е високо ефективна – хората, които са се изолирали преди петия ден на болестта си, рядко я предават на други.

## Лечение
Тъй като SARS е вирусно заболяване, антибиотиците нямат пряк ефект, но могат да се използват срещу вторични бактериални инфекции. Лечението на SARS като цяло е поддържащо, с антипиретици, подаване на кислород и командно дишане, в случай на нужда. Използват се противовирусни препарати.
Хората, заразени със SARS, следва да бъдат изолирани, за предпочитане в стаи с отрицателно налягане и с пълна бариера между тях и тези, които се грижат за тях. В някои случаи, проветряването чрез отваряне на врати и прозорци спомага за намаляването на вирусните частици в стаята.
В някои случаи, тежки щети вследствие на заразата могат да се предизвикат от собствената имунна система на човек.
Към 2020 г. няма лек или ефективна ваксина срещу SARS, която да е едновременно безопасна и ефективна при хората. Идентифицирането и разработката на нови ваксини и лекарства срещу SARS е приоритетна област за правителствата и службите за здравеопазване по света.

## Прогноза
Няколко доклада от Китай сочат, че някои възстановили се от SARS пациенти след това страдат от тежки и дълготрайни усложнения. Те най-често биват белодробна фиброза, остеопороза и асептична некроза, които понякога водят до пълна загуба на работоспособността. В резултат от процедури по карантина, някои от възстановилите се пациенти развиват посттравматичен стрес или голямо депресивно разстройство.

## Епидемиология
Тежкият остър респираторен синдром е относително рядко заболяване. Към края на епидемията през юни 2003 г. от него са записани 8422 случая със смъртност от 11%, като тази смъртност варира от 0% до 50%, в зависимост от възрастта на пациента. Смъртността при пациенти под 24-годишна възраст е по-малко от 1%, докато при тези над 65-годишна възраст смъртността е над 55%.